# Capo Bianco (Francia)
Il Capo Bianco (Capu Biancu in còrso) è un rilievo montuoso della Corsica.

## Descrizione
Alto 2562 m s.l.m., il monte fa parte del massiccio del monte Cinto. La sua vetta è situata all'interno del comune di Asco, nel dipartimento dell'Alta Corsica.

## note
1. ↑  (FR) AA.VV., Géologie Méditerranéenne, vol. 11, Éditions de l'Université de Provence, 1984,  p. 246. URL consultato il 12 aprile 2022.